# Conmutador (motor eléctrico)

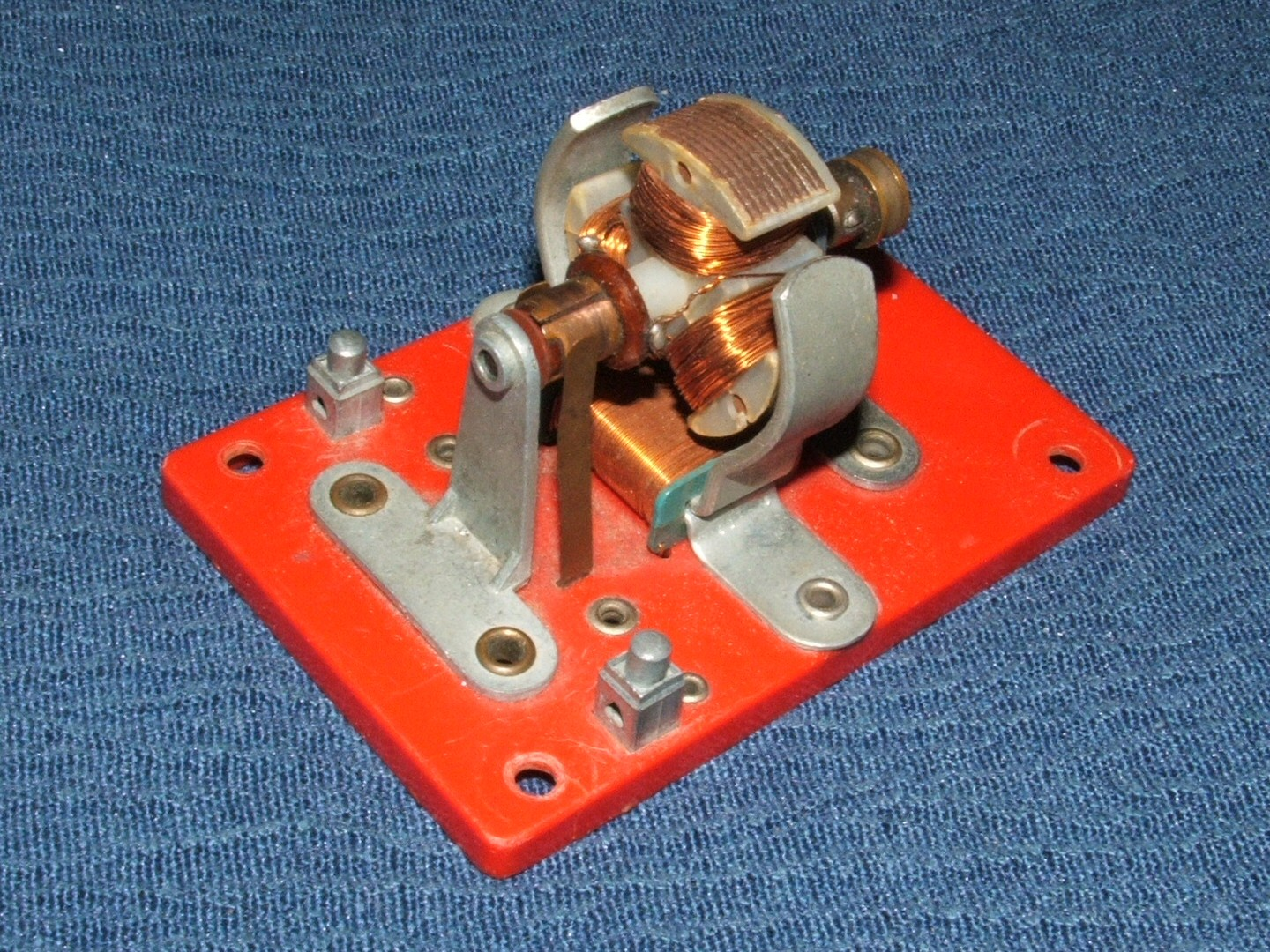
Motor eléctrico con conmutador

Un conmutador  de  un motor eléctrico es un interruptor rotativo que llevan ciertos tipos de generadores y motores eléctricos que periódicamente cambia la dirección de la corriente en el rotor, cambiando la orientación relativa del campo magnético entre el rotor y el estator. En un motor, cambia la ubicación del campo magnético en el rotor, y en un generador, recibe la energía de forma similar. Como interruptor, tiene una excepcional larga vida útil, tomando en cuenta el número de aperturas y cierres que ocurren en operación normal. La primera máquina de corriente continua con conmutador fue creada por Hippolyte Pixii en 1832, basado en una sugerencia de André-Marie Ampère.

## Principio de funcionamiento

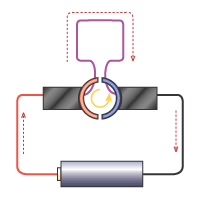
Ejemplo de un conmutador rotativo.

El conmutador de un motor eléctrico es un elemento común en las máquinas rotativas de corriente continua.
- En un rotor de una sola bobina (dos delgas, como el de la imagen) al ir invertiendo la alimentación de corriente, en la bobina en movimiento del rotor, se invierte el campo magnètico lo cual genera una fuerza constante rotativa (en forma de par) que lo hace girar.
- En un rotor de varias bobinas (n delgas) al cambiar la alimentación de corriente a "la bobina adyacente"  del rotor,  se hace girar el campo magnètico lo cual genera una fuerza constante en forma de par que lo hace girar en ese sentido.
- En un generador, al cambiar la conexión de cada bobina, recoge una corriente continua unidireccional, que desde el propio conmutador se suministra al circuito externo.